# Hermann von Wissmann
Hermann von Wissmann (Etzweiler, 2 settembre 1895 – Zell am See, 5 settembre 1979) è stato un geografo ed esploratore austriaco-tedesco.

## Biografia
Figlio dell'omonimo esploratore africano, compì i suoi studi in Geografia a Vienna facendosi poi una buona nomea per le ricerche condotte riguardanti il problema degli agricoltori di collina dell'Enns. Tra il 1931 e il 1939 condusse un buon numero di spedizioni, accompagnato da Daniel van der Meulen (1894–1989) in Arabia meridionale, un'area che sarebbe presto diventata il suo principale interesse. Si occupò dell'antica geografia e della storia della regione sudarabica e mise a punto una cronologia per la storia dell'antico Yemen. Fu il più strenuo difensore della cosiddetta "cronologia alta" che dà per assodato che l'inizio della storia del regno di Saba debba essere collocata all'VIII secolo a.C. e che trovò tra i suoi più fieri avversari scientifici la ricercatrice Jacqueline Pirenne.
Wissmann, che esplorò anche la provincia cinese meridionale dello Yunnan,fu uno degli ultimi esploratori nel senso letterale del termine, operando con lo stile della cosiddetta "seconda età" delle scoperte, assoggettandosi a lunghi viaggi in carovana, durante i quali lavorò con compasso e misuratore dei passi, registrando tutto ciò che vedeva con una semplice matita. Quando andò in pensione nel 1958, era professore ordinario di Geografia nell'Università di Tübingen.

## Opere scelte
- "Die bäuerliche Besiedlung und Verödung des mittleren Ennstales. Ein Beitrag zur Siedlungsgeographie der Ostalpen", in: Petermanns Geographische Mitteilungen 3, 4 (1927), pp. 65–69.
- Süd-Yünnan als Teilraum Südostasiens, Heidelberg et al., 1943.
- (con Maria Höfner), "Beiträge zur historischen Geographie des vorislamischen Südarabien" (Abhandlungen der geistes- und sozialwissenschaftlichen Klasse der Akademie der Wissenschaften und der Literatur in Mainz), 1952, 4. Verlag der Akademie der Wissenschaften und der Literatur in Mainz, Magonza, 1953
- "Zur Geschichte und Landeskunde von Alt-Südarabien", Sammlung Eduard Glaser, Nr. III = Österreichische Akademie der Wissenschaften, philosophisch-historische Klasse, Sitzungsberichte, Band 246) Böhlaus, Vienna, 1964
- Arabien. Dokumente zur Entdeckungsgeschichte, Vol. l, Stoccarda, 1965
- "Die Geschichte des Sabäerreiches und der Feldzug des Aelius Gallus", in: Hildegard Temporini, Aufstieg und Niedergang der römischen Welt. II. Principat. Neunter Band, Erster Halbband, Berlino-New York, De Gruyter, 1976, pp. 308–544
- Das Weihrauchland Sa'kalan, Samarum und Moscha, Vienna, 1977
- Die Geschichte von Saba. II. Das Grossreich der Sabäer bis zu seinem Ende im frühen 4. Jahrhundert v. Chr. (Österreichische Akademie der Wissenschaften, Philosophisch-historische Klasse. Sitzungsberichte, Vol. 402, a cura di Walter W. Müller), Verlag der österreichischen Akademie der Wissenschaften Wien, Vienna, 1982, ISBN 3700105169